# Mesenich (Langsur)
Mesenich is een plaats in de Duitse gemeente Langsur, deelstaat Rijnland-Palts, en telt 371 inwoners. De plaats ligt aan de oostoever van de rivier de Sûre.

## Geschiedenis
Mesenich werd door Richeza, koningin van polen, aan het benedictijnenklooser in brauweiler bij Keulen geschonken in 1050.
De plaatsnaam is van keltische oorsprong.
Mesenich werd gekenmerkt door wijnbouw, zelfvoorzienende landbouw en vooral ook scheepsbouw: dat is waarom er nog steeds een anker te vinden is op het wapen van mesenich.
In 1050 tot 1088 werd de parochiekerk gebouwd. Rond 1200 werd de romaanse kerktoren vernieuwd.
Mesenich bestond vroeger uit twee verschillende dorpen die aan elkaar zijn gegroeid. Födelich, de naam voor het andere dorp, is volledig vervangen door Mesenich toen het dorp officieel deel werd van de gemeente Langsur na een bestuurlijke hervorming in 1977.